# Palmas (Paraná)
Palmas è un comune del Brasile nello Stato del Paraná, parte della mesoregione del Centro-Sul Paranaense e della microregione di Palmas. Si trova a 380 km dalla capitale dello Stato Curitiba.